# Pierre Puvis de Chavannes
Pierre Puvis de Chavannes (Lyon, 1824. december 14. – Párizs, 1898. október 24.) francia festő.

## Élete, munkássága
Pierre-Cécile Puvis de Chavannes néven született Lyonban, apja bányamérnök volt. A lyoni főiskolán, majd a párizsi IV. Henrik liceumban tanult. Apja szintén bányamérnöknek szánta, de egy súlyos betegség miatt abba kellett hagynia tanulmányait. Egy itáliai utazás nyomán határozott úgy, hogy festő lesz. 1846-tól művészeti tanulmányait Henri Scheffer, Thomas Couture, majd Eugène Delacroix irányításával végezte.

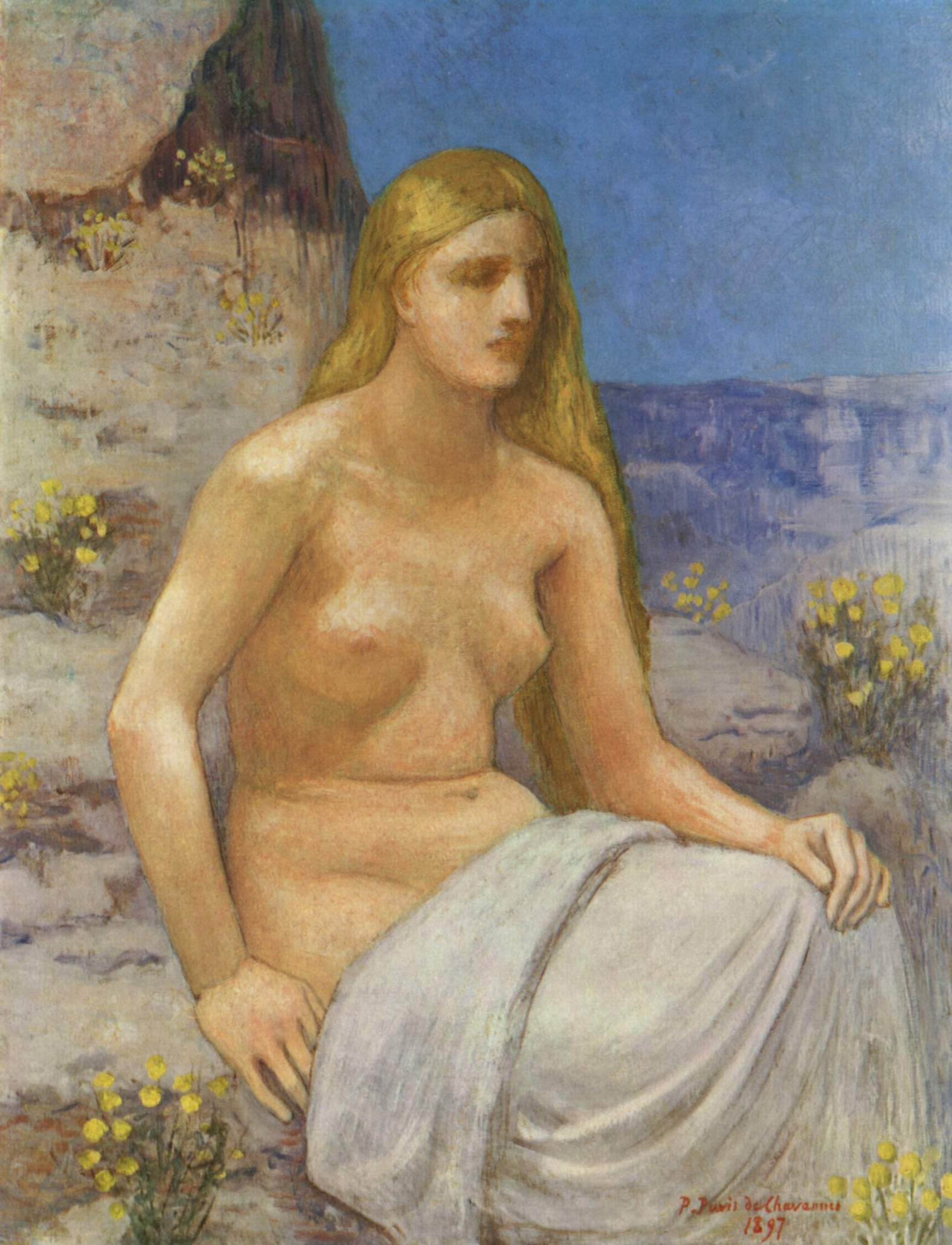
Puvis de Chavannes: Magdaléna, 1897. Budapest, Szépművészeti Múzeum

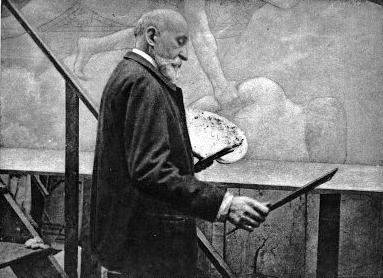
Puvis de Chavannes a párizsi Városháza (Hôtel de Ville) freskója előtt

1850-ben ugyan elfogadták egy képét a Szalonra, de ezután évről évre visszautasították. Nem tartozott semmilyen iskolához és irányzathoz, bár az első időszak művein megfigyelhető még Delacroix és Daumier hatása, és főleg mitológiai témájú képeket festett. Ide sorolható alkotásai többek között A munka (1863) és az Ősz (1865). A korszak művészeti áramlatainak a középpontjában a táblaképfestészet állt (gondoljunk az impresszionistákra), de őt ettől függetlenül a monumentális freskófestészet kezdte foglalkoztatni. Számos remekmű őrzi az emlékét ebből az időszakból: a Szent Genovéva-sorozat (1874–78, 1893–98), amely a párizsi Pantheonban látható, a Szent liget (Lyon), A tudományok dicsőítése a párizsi Sorbonne-on (1889–91), de még az amerikai Bostonban is festett faliképet a közkönyvtárba. Érdekes, hogy freskófestészete Gaugin figyelmét is felkeltette, és folyamatosan érdeklődött művészete iránt. Táblaképein is vallásos-mitologikus-allegorikus témákat dolgozott fel (A szegény halász, 1881). Portrét nem sokat festett, de ezek stílusa is sokat örökölt más festményeitől (Princess Marie Cantacuzène portréja, 1883). Marie Cantacuzène hercegnő később a felesége lett. Tartja magát az a feltevés, hogy Maurice Utrillo festőnek, Suzanne Valadon gyermekének ő az apja (Suzanne Valadon akkoriban Puvis de Chavannes modellje (is) volt, és évi kétszáz frank (tartás)díjat fizetett korábbi modelljének). Képeit általában Paul Durand-Ruel műkereskedőnél értékesítette, nála volt első sikeres tárlata is. Még élete vége felé is hatalmas freskókat festett, például a párizsi városháza számára. Az eddig említetteken kívül grafikai munkássága is jelentős.
1890-ben megalapította a Société nationale des Beaux-Arts (Nemzeti Képzőművészeti Társaság) nevű szervezetet, amelynek ő volt az elnöke. Az új szervezet a hivatalos kiállítóhelyekről kizsűrizett művészek számára biztosított kiállítási lehetőségeket.
Pierre Puvis de Chavannes 1898-ban halt meg.
Puvis de Chavannes stílusa nem származtatható a kor stílusáramlataiból, egyedülálló, elődök és követők nélküli. Műveire a finom színekkel festett klasszikus tájak, a tájképi háttér elé helyezett figurák, a kifinomult líraiság, a törékeny elegancia a jellemző. Műveit a történelem és az emberiség legendái, a vallás és a mitológia inspirálta. Felfogása intellektuális és irodalmias. Művészetéről azt mondják ugyan, hogy nem voltak követői, a szimbolizmusra azonban érezhetően hatott.
Puvis de Chavannes örökösei díjat alapítottak a festő emlékére, a Puvis de Chavannes-díjat. A díjat évente a Nationale Société des Beaux-Arts ítéli oda, és először Puvis de Chavannes párizsi retrospektív kiállításán adták át 1926-ban. Ezt követően is számos, később híressé és nevet szerző festő nyerte el a díjat.

## Válogatás műveiből

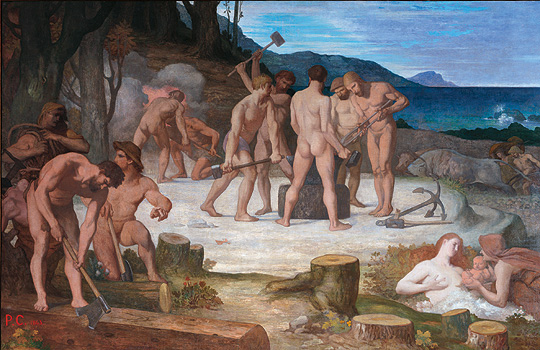
A munka, 1863. Amiens, Musée de Picardie
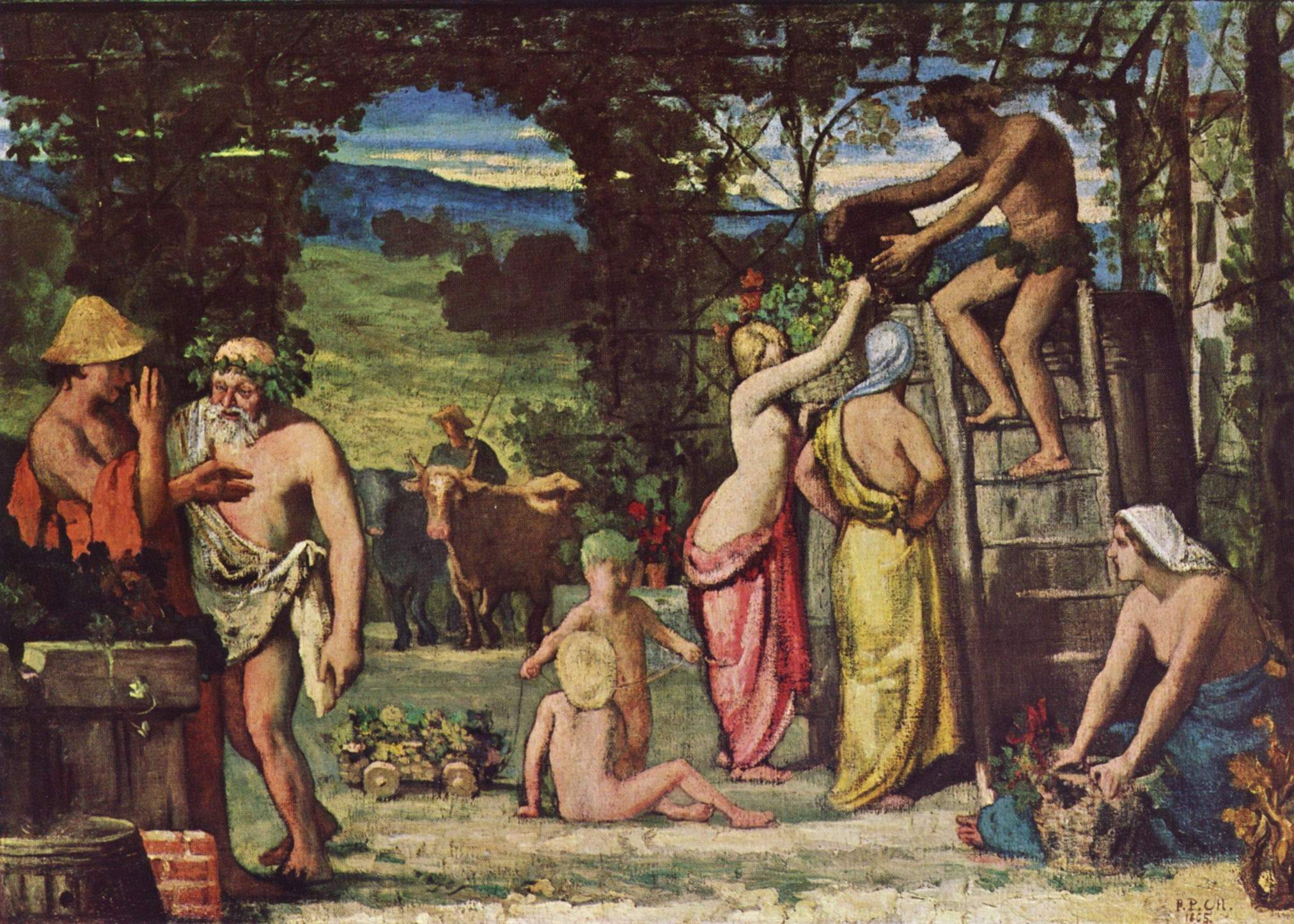
Ősz, 1865. Köln, Wallraf-Richartz Museum
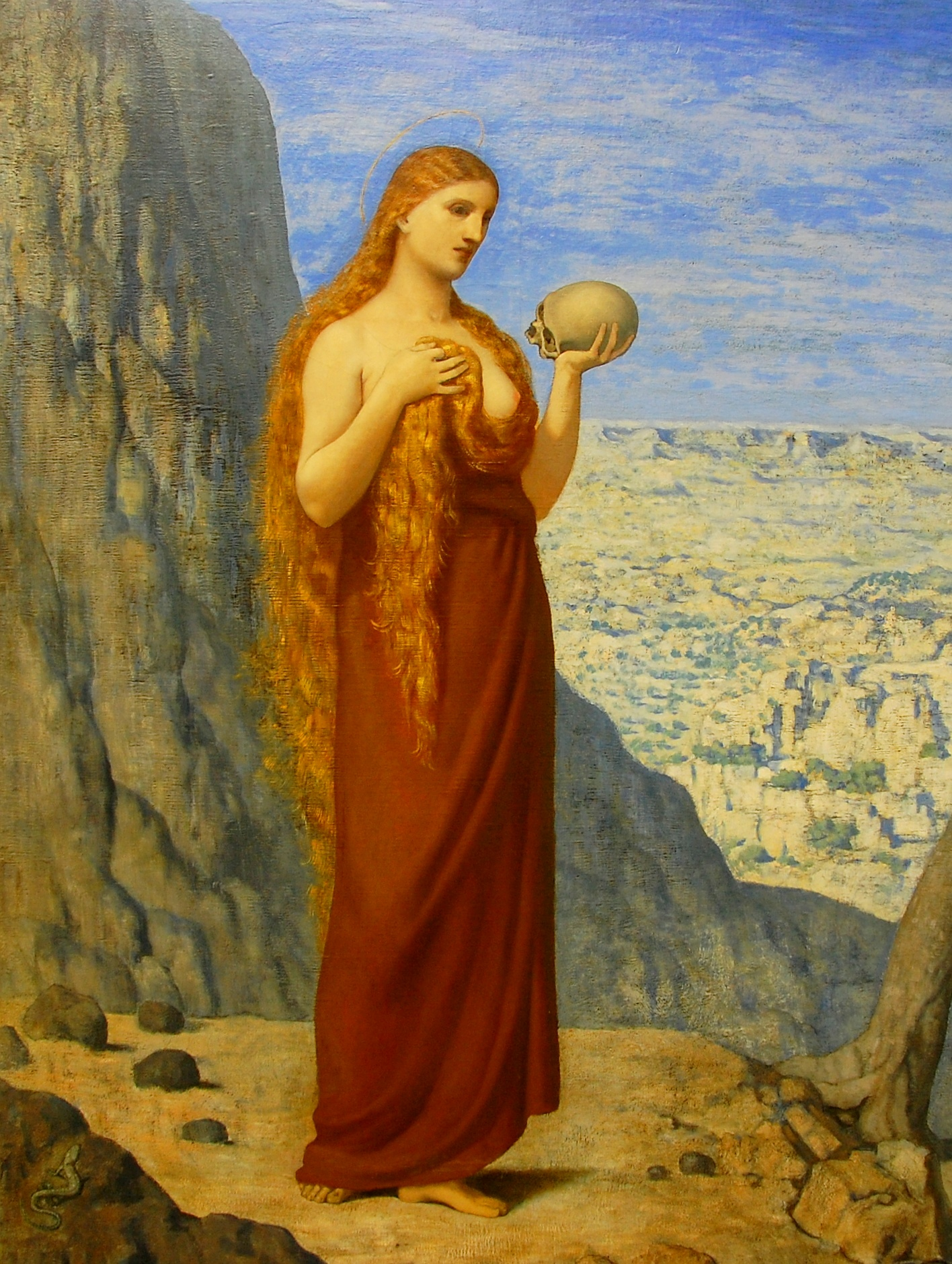
Mária Magdaléna a sivatagban, 1869. Frankfurt/Main. Städel Museum
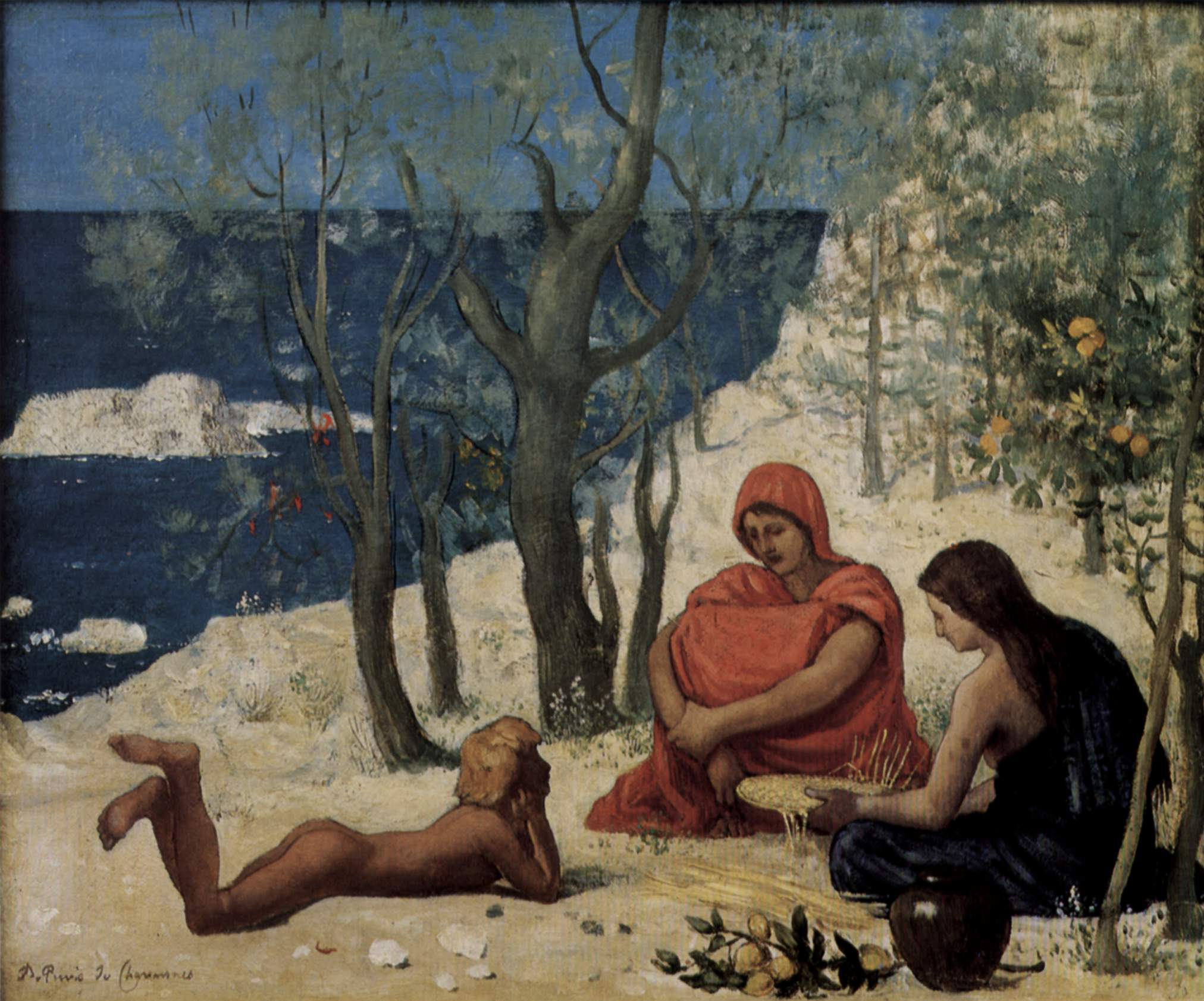
Fehér sziklák, 1869–1872. Blessington, Sammlung Sir Alfred Breit
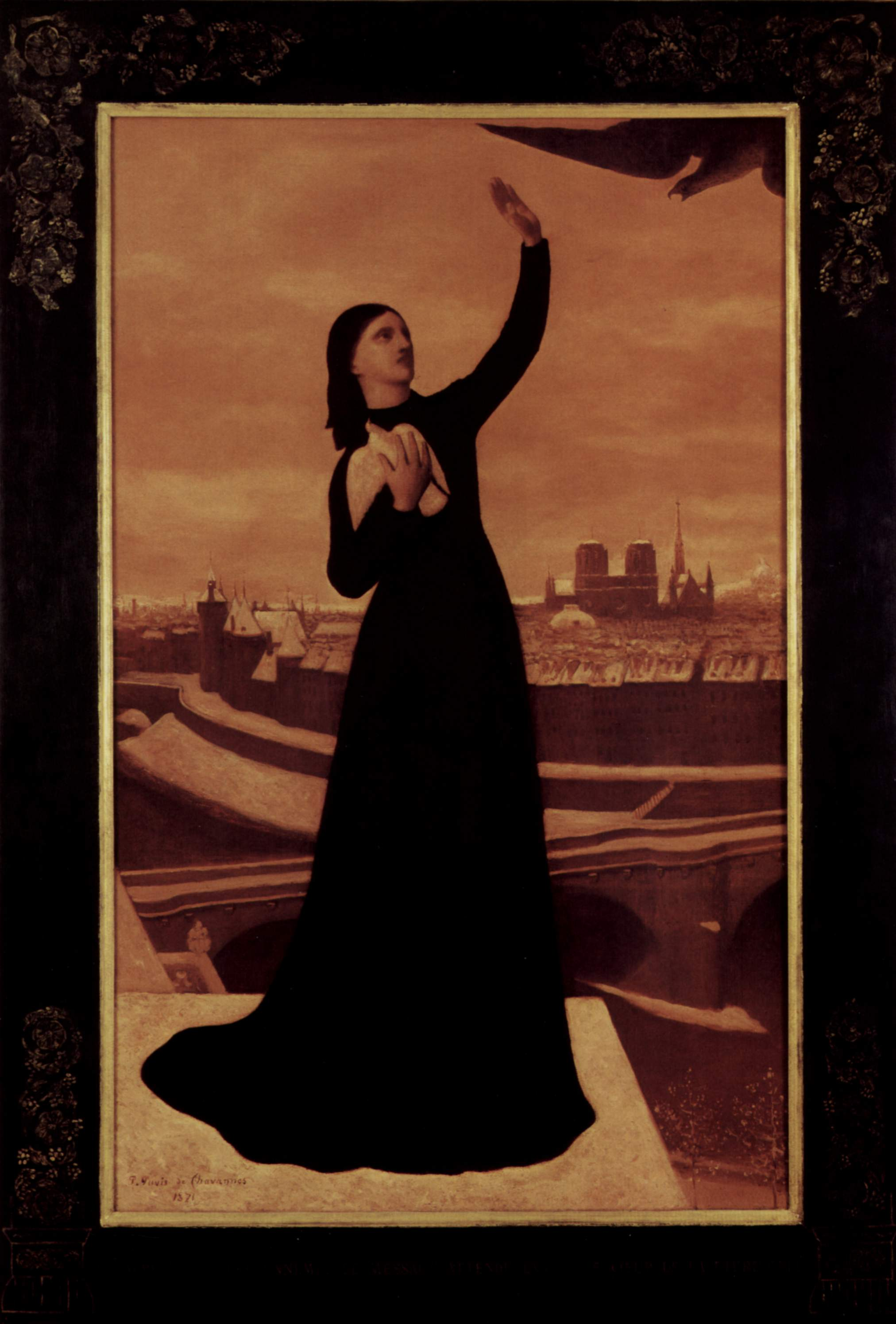
A postagalamb, 1871. New York, magántulajdon
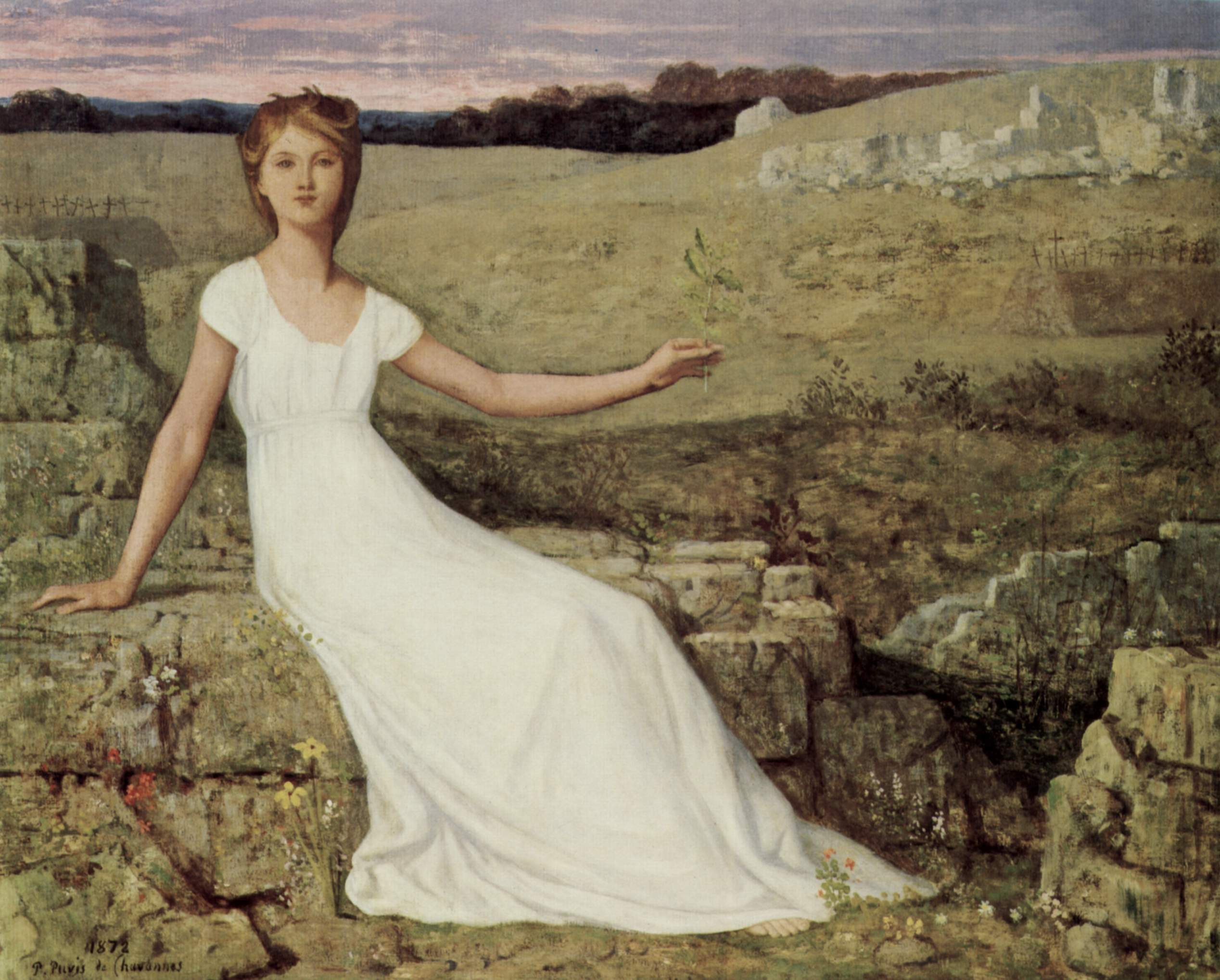
A remény, 1872. Baltimore, Walters Art Museum
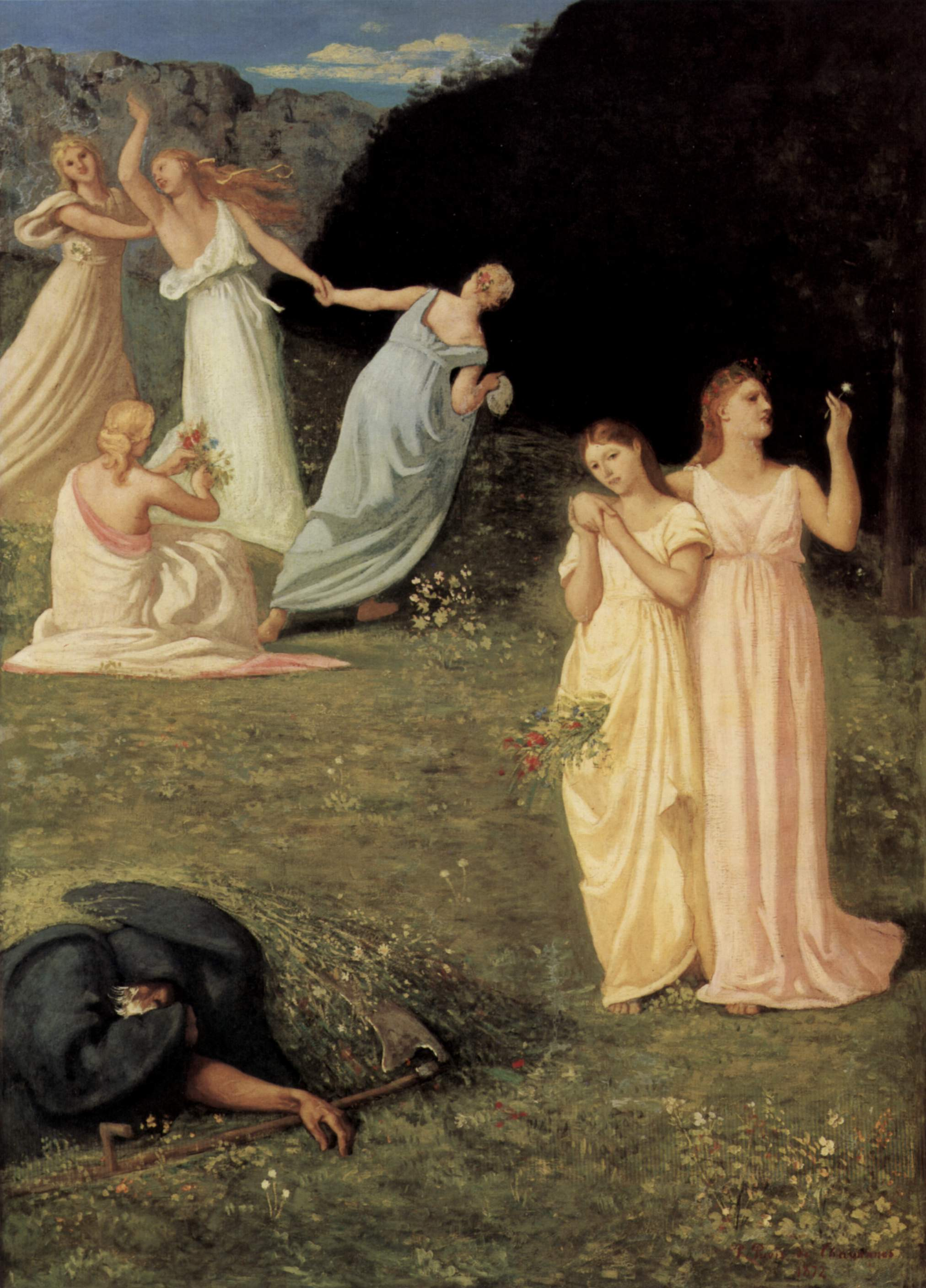
A halál és a lányok, 1872. Massachusetts, Sterling and Francine Clark Art Institute
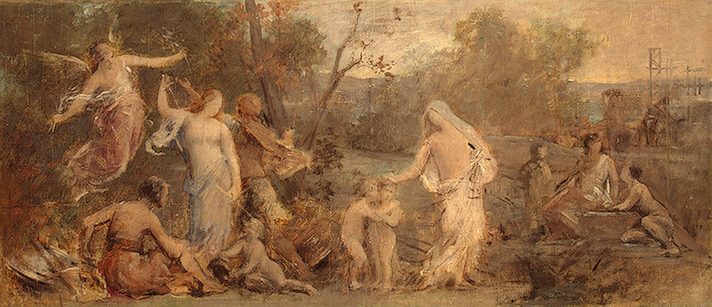
Az élet allegóriája, ~1873. Szentpétervár, Ermitázs
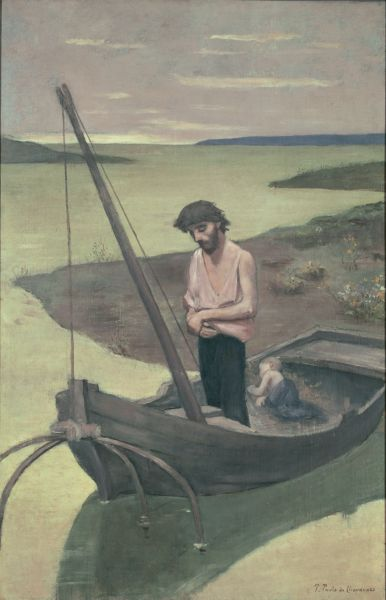
Szegény halász (részlet), 1881.
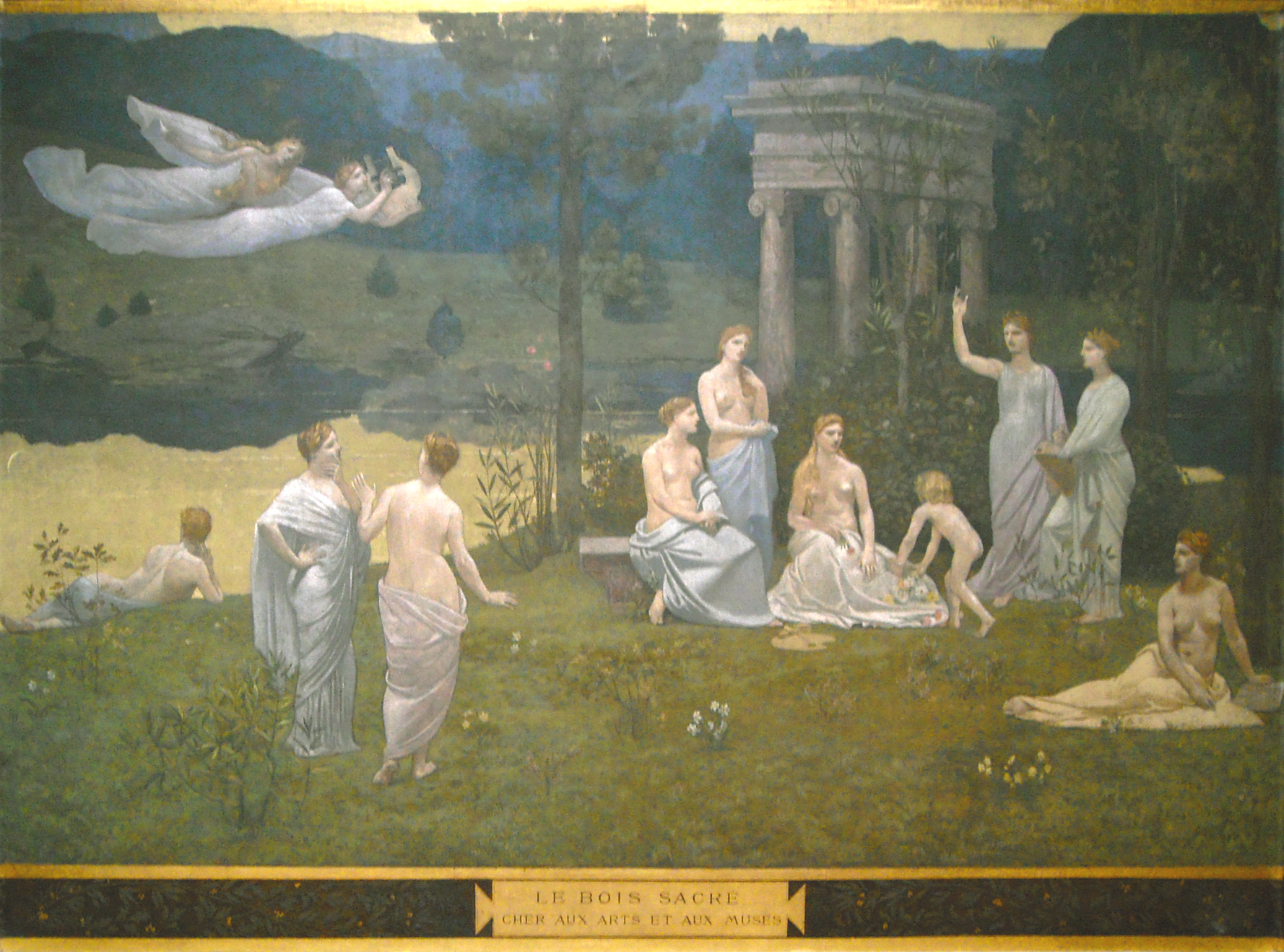
A múzsák szent ligete, 1884. Lyon, Musée des Beaux-Arts
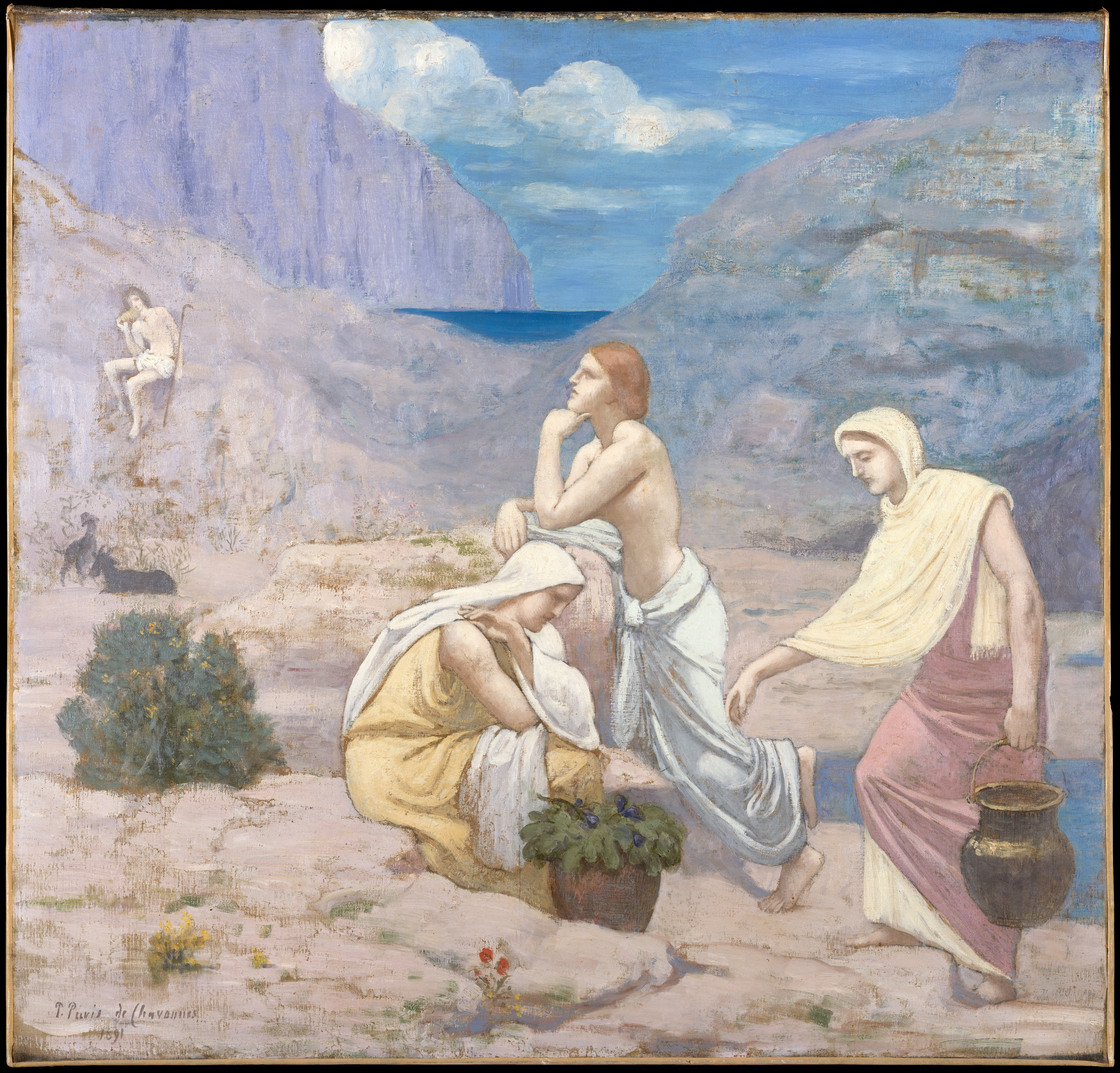
Pásztorok éneke, 1891. New York, Metropolitan Museum of Art
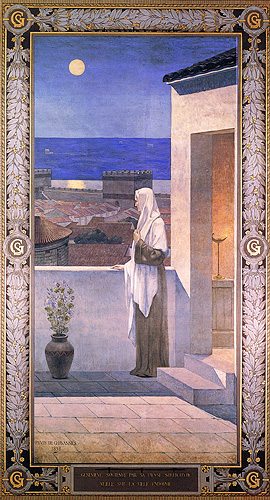
Szent Genovéva, 1898. Párizs, Parthenon